# 로즈 크리켓 그라운드

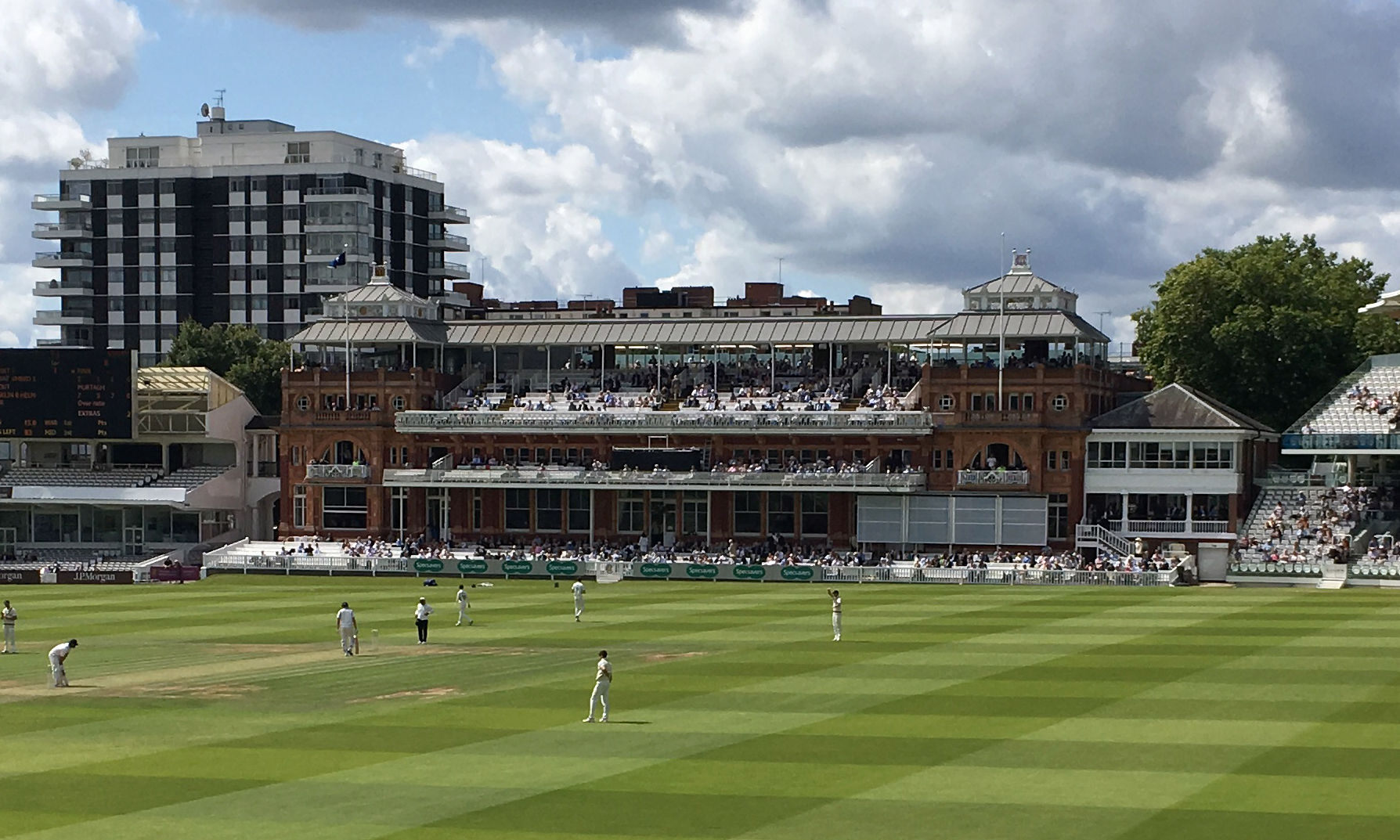

로즈 크리켓 그라운드(영어: Lord's Cricket Ground)는 런던의 세인트 존스 우드에 있는 크리켓 경기장이다.
로즈 크리켓 그라운드는 경기장과 다수의 관중석, 미디어 센터와 부속 건물로 구성되어 있다. 경기장 옆 건물에는 로드 크리켓 그라운드에서 경기했던 유명 크리켓 선수들의 초상이 남아있으며, 정문은 전설적인 크리켓 선수 W. G. 그레이스를 기념하여 1923년에 지어진 것이다. 관중석은 28,000석이다. 2012년 하계 올림픽 양궁의 경기장으로 사용되었다.